# Justus Heinrich Dientzenhofer
Justus Heinrich Dientzenhofer (* 5. November 1702 in Fulda; † 4. Dezember 1744 in Bamberg) war ein Architekt und Baumeister aus der Künstlerfamilie Dientzenhofer.

## Leben

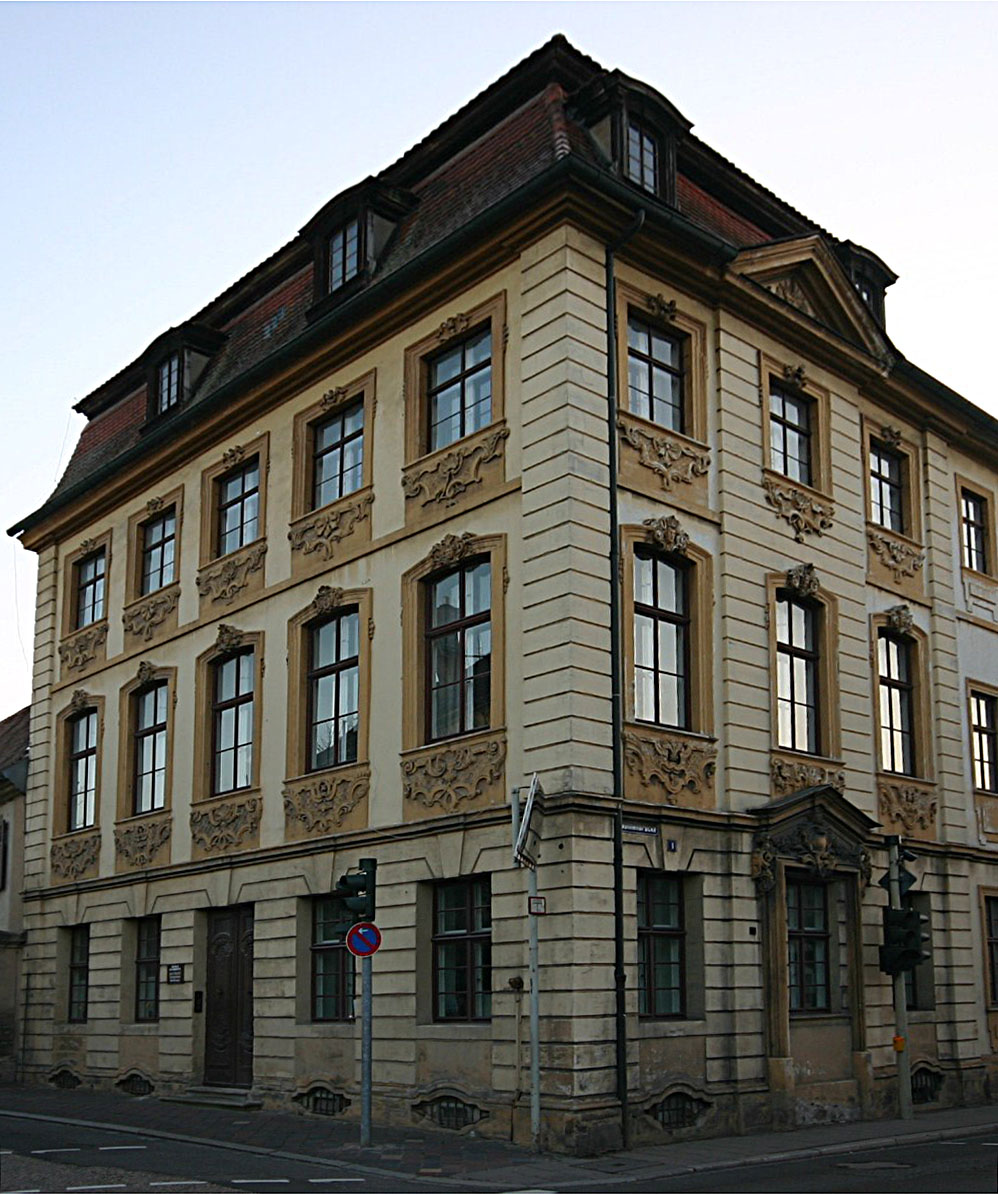
Wohnhaus des Justus Heinrich Dientzenhofer am Bamberger Schillerplatz (Nonnenbrücke 1)

Justus Heinrich Dientzenhofer wurde als Sohn des damaligen fürstbischöflichen Baumeisters von Fulda, Johann Dientzenhofer, geboren. Spätestens 1711 übersiedelte die Familie nach Bamberg, wo der Vater seit 1708 an mehreren Bauprojekten beteiligt war.
Justus Heinrich erlernte bei seinem Vater das Maurer- und Steinhauerhandwerk. Nach dem Tod des Vaters 1726 übernahm er das Baugeschäft und bewarb sich als fürstbischöflich bambergischer Hofbaumeister. Er erhielt diese Position, allerdings fungierten 1726–1729 Maximilian von Welsch und danach Balthasar Neumann als Leiter des Bamberger Bauwesens. Neben der Planung und Erstellung selbständiger Bauprojekte arbeitete Justus auch als Bauleiter für Balthasar Neumann.
1728 unternahm er eine Reise nach Prag, wo er vermutlich mit seinem damals schon berühmten Vetter Kilian Ignaz Dientzenhofer zusammentraf. Nach der Rückkehr vermählte er sich mit Anna Katharina Burger, die in den nächsten Jahren drei Töchter und 1738 den Sohn Georg Anton gebar. 1732 errichtete er das Haus Nonnenbrücke 1 als sein Wohnhaus, in dem ein Relief von ihm erhalten sein soll.
Weil Balthasar Neumann mit Justus Heinrich als Bauleiter beim Bau des Priesterseminars nicht zufrieden war, berief er 1735 den kurmainzischen Baumeister Johann Jakob Michael Küchel nach Bamberg. Küchel wurde von Fürstbischof Friedrich Karl zum Hofarchitekten ernannt, so dass Justus Heinrich Dientzenhofer nur die dritte Stelle in der Bauhierarchie einnehmen konnte. Trotzdem wurde er am 30. September 1736 als Bamberger Stadtrat gewählt.
Den Ruhm seines Vaters und seiner Onkel Georg, Wolfgang, Christoph und Leonhard sowie seines Cousins Kilian Ignaz Dientzenhofer konnte er nicht erreichen, da er im Alter von nur 42 Jahren starb. Die Stelle des Bamberger Hofbaumeisters wurde nicht wieder besetzt.

## Bauwerke
- Bamberg

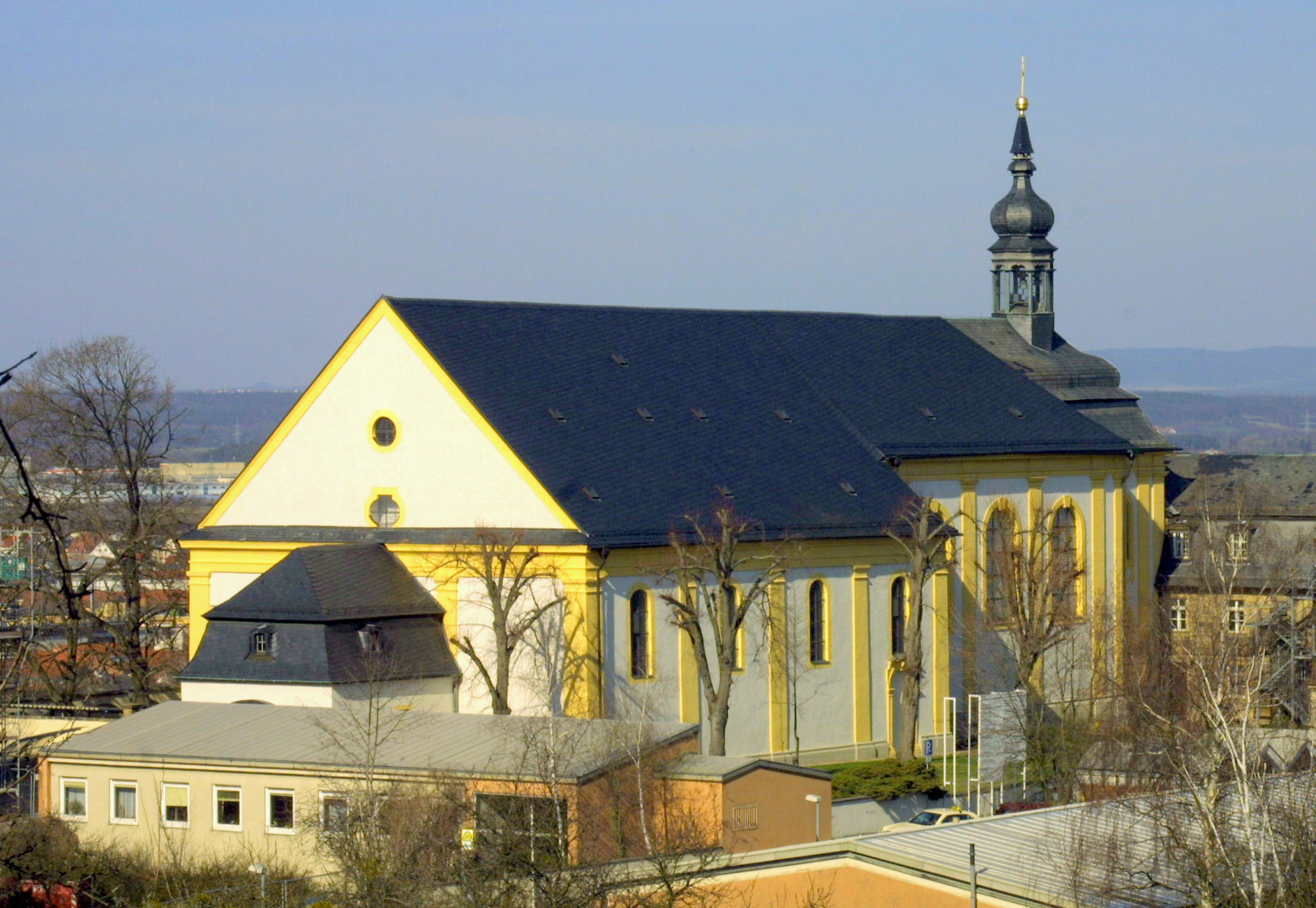
Bamberg, St. Getreu

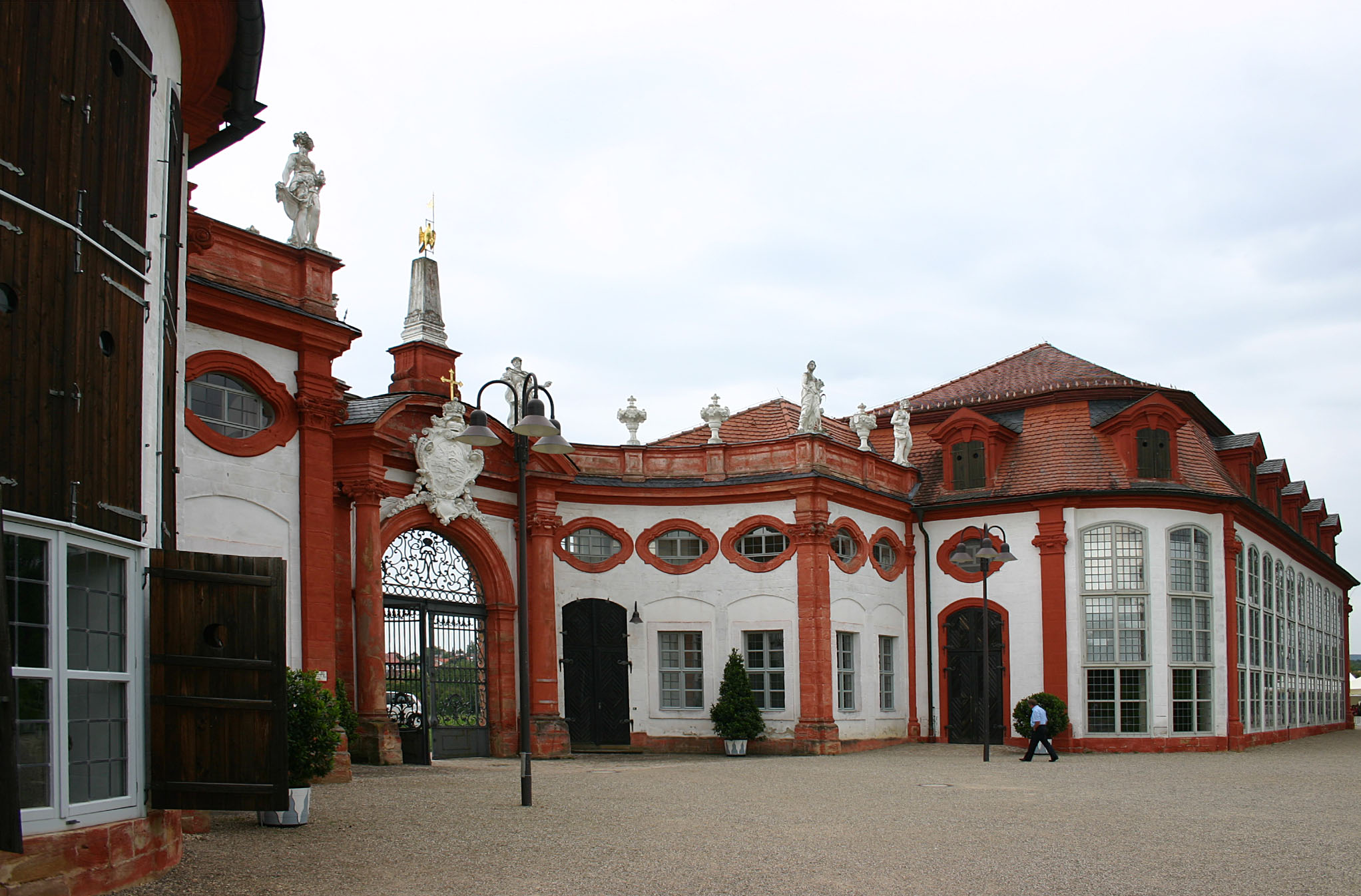
Schloss Seehof, Orangerie mit Memmelsdorfer Tor

  - Kirche St. Getreu: Chor und Propstei (um 1728)
  - St. Gangolf: Kapitelhaus (1732)
  - Langtrakt des ehemaligen Dominikanerklosters (1732–1734)
  - Ehemaliger Stadionscher Hof am Domplatz (1739; unter Beteiligung Balthasar Neumanns)
  - Umbau der Konventgebäude des Karmeliterklosters und Neubau des Westflügels (1737; Bauleitung; Entwurf Balthasar Neumann)
  - Ehemaliges Katharinenspital am Maxplatz (1729–1734; Bauleitung; Entwurf Balthasar Neumann)
  - Nonnenbrücke 1, sein von ihm erbautes Wohnhaus (1732)
  - Westflügel des Aufseesianums (1740–1741)
- Baunach
  - Rathaus (1742–1744), heute „Altes Rathaus“, beherbergt das Heimatmuseum der Stadt
- Lichtenfels
  - Rathaus (1740–1743)
  - Pfarrhaus (um 1740)
- Schloss Seehof (Memmelsdorf)
  - Nordtor mit zwei Zirkel- und zwei Orangeriegebäuden (1733–1737 Bauleitung; Entwurf Balthasar Neumann)
  - Westtor mit zwei Torwächterhäusern (1737–1738 Bauleitung; Entwurf Johann Jakob Michael Küchel)